# Улица Номто Очирова
У́лица Номто́ Очи́рова — улица в центральной части Элисты. Начинается от главной в городе улицы Ленина и идёт с северо-запада на юго-восток, пересекая парк «Дружба» и аллею Героев, улицы Городовикова, Сусеева, Дармаева и Коммунистическую, и заканчивается в частном секторе у улицы Победы.
Улица застроена многоэтажными зданиями советского и постсоветского периодов постройки, в южной части также частными домами. На пересечении улицы Номто Очирова и аллеи Героев на территории парка «Дружба» расположена одна из известных достопримечательностей города — Золотые ворота (калм. Алтн босх).

## История
В советское время улица называлась Комсомольской, затем была переименована в честь калмыцкого учёного Номто (Нохи) Очировича Очирова.

## Застройка
- дом 4 — один из корпусов городской администрации
- дом 6 — Министерство здравоохранения и социального развития Республики Калмыкия
- дом 9 — ресторан «Уралан»